# Dirk Jan van Houten
Dirk Jan van Houten (1936) is een Nederlands oud-diplomaat. Hij was ambassadeur in Suriname, Costa Rica en China.

## Biografie
Van Houten werkte in 1975 voor het bureau Latijns-Amerika, toen hij tijdelijk werd uitgezonden naar de Ierse hoofdstad Dublin om de ambassadestaf te verstreken. Dit was ten tijde van de ontvoering van AKZO-topman Tiede Herrema door de IRA. In deze hectiek kreeg hij onder meer tot taak om ongecontroleerde berichten te ontzenuwen omdat die het onderzoek van de Ierse autoriteiten ernstig zouden belemmeren. Voor hem werd gekozen omdat hij zich met zijn Latijns-Amerikaanse ervaring had gespecialiseerd om met ontvoerders te onderhandelen.
Tot januari 1984 was hij als gevolmachtigd minister verbonden aan de ambassade van Japan. Rond januari van dat jaar volgde hij Joop Hoekman op als ambassadeur in Suriname. Later dat jaar kreeg hij ook het ambassadeurschap van buurland Guyana in zijn portefeuille. In januari 1987 was zijn relatie met de Surinaamse militaire regering ernstig verslechterd omdat hij zich zou hebben ingemengd in Surinaamse interne aangelegenheden. Minister Hans van den Broek vroeg hem op verzoek van de Surinaamse regering terug te komen en eiste uit protest om ook de Surinaamse zaakgelastigde Carlo Spier terug te roepen. Een maand later raakte de Surinaamse regering in een crisis waarbij vijf ministers opstapten, waarbij de halsstarrige houding van Buitenlandminister Henk Herrenberg kwaad bloed had gezet bij vooral de regeringsleden uit de VHP. Dit weerlegde ook de bewering van Herrenberg dat de uitwijzing van Van Houten de steun zou hebben genoten van het gehele Topberaad. Meer dan een jaar had Nederland geen ambassadeur in Suriname, tot de herbenoeming van Joop Hoekman in februari 1988 op deze post.
In juni 1988 werd de benoeming van Van Houten als ambassadeur in Costa Rica bekendgemaakt, inclusief zijn vertegenwoordiging van Nederland in enkele omringende landen. In 1991 werd hij onderscheiden als officier in de Orde van Oranje-Nassau. In 1992 maakte hij een uitstap als deelnemer van een waarnemercommissie van de Europese Gemeenschap in Kroatië, dat op dat moment gebukt ging onder de Joegoslavische oorlogen. Medio 1992 werd hij van Costa Rica overgeplaatst naar de Chinese hoofdstad Peking.